# Elsa (Disney)
Elsa van Arendelle is een personage dat voor het eerst verscheen in Frozen, de 53e animatiefilm van Walt Disney Animation Studios. In de originele versie wordt de stem van de volwassen Elsa ingesproken door Idina Menzel. Bij de Nederlandse en Vlaamse nasynchronisatie zijn de stemmen voorzien van Willemijn Verkaik en Elke Buyle.
Elsa werd bedacht door de regisseurs Chris Buck en Jennifer Lee en is losjes gebaseerd op het titelpersonage van het sprookje De sneeuwkoningin van Hans Christian Andersen. In de Disney-filmaanpassing wordt ze geïntroduceerd als prinses van Arendelle, een fictief Scandinavisch koninkrijk, erfgenaam van de troon en de oudere zus van prinses Anna. Elsa heeft het magische vermogen om ijs en sneeuw te maken en te manipuleren. Ze stuurt Arendelle onbedoeld de eeuwige winter in op de avond van haar kroning. Gedurende de hele (eerste) film worstelt ze eerst met beheersen en verbergen van haar capaciteiten en vervolgens met het bevrijden van zichzelf uit haar angst om onbedoeld anderen, vooral haar jongere zus schade te berokkenen.
Het personage sneeuwkoningin, neutraal maar koelhartig in het oorspronkelijke sprookje en de slechterik in talloze aanpassingen van het personage, bleek moeilijk aan te passen aan film vanwege haar transparante weergave. Verschillende filmmakers, waaronder Walt Disney, probeerden voort te bouwen op het personage en een aantal geplande filmaanpassingen werden opgeschort toen ze de goede chemie van het personage niet konden vinden. Buck en zijn co-regisseur Lee konden uiteindelijk het dilemma oplossen door Elsa en Anna als zussen af te beelden. Zoals Anna's worsteling extern is, is die van Elsa intern. Dit leidde ertoe dat Elsa geleidelijk werd herschreven als een sympathiek, onbegrepen personage.